# 海滨消消乐
《海滨消消乐》（原名《消消乐海滨假日》）是一种消除类小游戏，由乐元素发行，是《开心消消乐》的姊妹篇作品。可由腾讯QQ或微信帐号登录，但不同登录方式的数据不互通。

## 玩法
海滨消消乐是关卡类消除游戏，完成目标即可过关，如消除一定数量的特定物品等。根据分数的高低可获得1到3颗星，有些关卡还可达到4星。
海滨消消乐新增了“田”字消除特效（结合其它特效为释放两次特效）和六格彩虹鸟特效。